# Major League Gaming
Major League Gaming (Abkürzung: MLG) war eine amerikanische E-Sport-Liga, die im Jahr 2002 von Sundance DiGiovanni und Mike Sepso gegründet wurde. Die Major Gaming League war seit 2011 die größte E-Sport-Liga weltweit, bis sie 2024 abgeschaltet wurde. In den ersten Jahren lag der Fokus in erster Linie auf Konsolenspielen, jedoch haben in den letzten Jahren PC-Spiele die dominantere Rolle eingenommen. Am 21. Dezember 2015 wurden Anteile im Wert von 46 Millionen US-Dollar von Major League Gaming an Activision Blizzard verkauft.

## Geschichte
Major League Gaming wurde im Jahr 2002 in den USA gegründet. Die Grundidee war eine Vernetzung der wettbewerbsorientierten Computerspieler. Schon früh erkannten die Gründer die Interdependenz zwischen guten Spielern und guten Organisatoren, vor allem, da sich in jedem Spiel sehr schnell individuelle Turnier-Regeln entwickeln und in den frühen Jahren kaum finanzielle Anreize für die Spieler vorhanden waren.
Die ersten nationalen Meisterschaften fanden im Jahr 2004 statt. Zu dieser Zeit wurden die größten Turniere auf Konsolen ausgetragen. Die Halo-Serie und Super Smash Bros. mit Spielern wie OGRE 1, OGRE 2, Walshy, oder Ken.
Im Jahr 2006 übersiedelten die Meisterschaften nach Las Vegas und in diesem Jahr steigerte sich auch der allgemeine Bekanntheitsgrad enorm. Im Jahr 2008 wurden mehrere Spiele im regulären amerikanischen TV über den Fernsehsender ESPN übertragen.
Über die Jahre wurden auch immer mehr Computerspiele sowohl online als auch auf den Events ausgetragen. Im Jahr 2010 auf der MLG Veranstaltung in Raleigh wurde Starcraft 2, kurz nach dem Release, offiziell zum MLG Pro Circuit hinzugefügt. Dies war keine Überraschung, da die MLG schon in der Beta-Phase von Starcraft 2 die "MLG KotBH Showmatch Series" veranstaltet hat. Starcraft 2 hat schnell Halo auf der Hauptbühne der MLG Events abgelöst.
Im Jahr 2011 konnte die MLG über die meistgesehene Saison in der E-Sport Geschichte mit mehr als 3,5 Millionen Zusehern berichten und ist damit zu der weltweit größten E-Sport Liga aufgestiegen.
Im Jahr 2012 folgten viele Partnerschaften mit unter anderem dem Fernsehsender CBS oder der koreanischen Starcraft Organisation KeSPA, welche ein weiteres Wachstum der MLG unterstützen.
Anfang Januar 2016 gab Activision bekannt, dass sie Major League Gaming für 46 Millionen Dollar aufgekauft haben.

## Spiele im Pro Circuit der MLG
Major League Gaming unterstützt eine Vielzahl an Spielen auf mehreren Plattformen (derzeit: Xbox 360, PlayStation 3, PSVITA, Wii, Nintendo DS, PC und Mobiltelefon). Jedoch sind nur ausgewählte Spiele Teil des Pro Circuit. Spiele im Pro Circuit genießen höhere Aufmerksamkeit, mehr Preisgeld und werden im Gegensatz zu den sonstigen "Game Battles" nicht online, sondern auf Offline-Veranstaltungen in New York, Las Vegas, Dallas, Anaheim, Raleigh, Columbus, Orlando, Washington D.C. und Providence ausgetragen.
Die Zusammenstellung der Computerspiele im Pro Circuit ändert sich von Jahr zu Jahr.
| 2004                    | 2005                    | 2006                    | 2007                     | 2008                     | 2009                     | 2010                    | 2011                    | 2012 Winter           | 2012 Frühling         |
| ----------------------- | ----------------------- | ----------------------- | ------------------------ | ------------------------ | ------------------------ | ----------------------- | ----------------------- | --------------------- | --------------------- |
| Halo                    | Halo 2                  | Halo 2                  | Halo 2                   | Halo 3                   | Halo 3                   | Halo 3                  | Halo: Reach             | Starcraft 2           | Starcraft 2           |
| Super Smash Bros. Melee | Super Smash Bros. Melee | Super Smash Bros. Melee | Tom Clancy’s Rainbow Six | Gears of War             | Gears of War 2           | Super Smash Bros. Brawl | Call of Duty: Black Ops | Halo: Reach           | League of Legends     |
|                         |                         |                         | Gears of War             | Tom Clancy’s Rainbow Six | Tom Clancy’s Rainbow Six | Tekken 6                | Starcraft 2             | King of Fighters XIII | King of Fighters XIII |
|                         |                         |                         | Shadowrun                | Call of Duty 4           | Call of Duty 4           | Starcraft 2             | League of Legends       | Soul Calibur V        | Soul Calibur V        |
|                         |                         |                         |                          | World of Warcraft        | World of Warcraft        | Halo: Reach             |                         | Mortal Kombat (2011)  | Mortal Kombat (2011)  |
|                         |                         |                         |                          |                          |                          | Call of Duty 4          |                         |                       |                       |

| 2012 Sommer          | 2012 Herbst          | 2013 Winter                     | 2013 Frühling                   |
| -------------------- | -------------------- | ------------------------------- | ------------------------------- |
| Starcraft 2          | Starcraft 2          | Starcraft 2: Heart of the Swarm | Starcraft 2: Heart of the Swarm |
| League of Legends    | League of Legends    | League of Legends               | League of Legends               |
| Soul Calibur V       | Soul Calibur V       | Call of Duty: Black Ops II      | Call of Duty: Black Ops II      |
| Mortal Kombat (2011) | Mortal Kombat (2011) |                                 | Planetside 2                    |

## Starcraft 2 und Major League Gaming
Starcraft 2 stellt aktuell das Haupt-Computerspiel des MLG Pro Circuit dar (Stand: 2012). Dies zeigt sich unter anderem am Preisgeld, als auch an der medialen Präsenz. So betrug zum Beispiel das Preisgeld für den Erstplatzierten bei Starcraft 2 im Spring Championship 2012 25.000 US-Dollar für einen einzelnen Spieler. Das zweithöchste Preisgeld nahm League of Legends mit 20.000 US-Dollar (gesamt) für sich ein, obwohl hier das Preisgeld zwischen 5 Spielern aufgeteilt wird, was einem Solo-Preisgeld von 4.000 US-Dollar für den ersten Platz entspricht. Das zweithöchste Solo-Preisgeld nahm Mortal Kombat für sich ein mit 10.000 US-Dollar.
Prominente Kommentatoren begleiten dabei die Events:
- Day9
- djWhEAT
- Husky Starcraft alias Mike Lamond
- Artosis
- Tasteless
- Rob Simpson
- JP McDaniel
- Grubby
- und mehr

## Gewinner der Starcraft 2 Pro Circuit Events
| Jahr | Standort        | Sieger     | Preisgeld |
| ---- | --------------- | ---------- | --------- |
| 2010 | Raleigh         | HuK        | 2.500 $   |
| 2010 | Washington D.C. | Idra       | 2.500 $   |
| 2010 | Dallas          | Jinro      | 6.250 $   |
| 2011 | Dallas          | NaNiwa     | 5.000 $   |
| 2011 | Columbus        | MMA        | 5.000 $   |
| 2011 | Anaheim         | Mvp        | 5.000 $   |
| 2011 | Raleigh         | Bomber     | 5.000 $   |
| 2011 | Orlando         | HuK        | 5.000 $   |
| 2011 | Providence      | Leenock    | 50.000 $  |
| 2012 | New York City   | MarineKing | 10.000 $  |
| 2012 | Columbus        | MarineKing | 25.000 $  |
| 2012 | New York City   | viOLet     | 10.000 $  |
| 2012 | Anaheim         | DongRaeGu  | 25.000 $  |
| 2012 | New York City   | Taeja      | 10.000 $  |
| 2012 | Raleigh         | Leenock    | 25.000 $  |
| 2012 | Dallas          | Life       | 25.000 $  |
| 2013 | Dallas          | Life       | 25.000 $  |
| 2013 | Anaheim         | Polt       | 10.000 $  |
| 2014 | Anaheim         | Trap       | 15.000 $  |

## Expansion der MLG
Schon anhand der immer öfter auftretenden Events ist ein weiteres Wachstum der Major League Gaming Organisation anzunehmen. Weitere Anhaltspunkte stellen die Austragung von Qualifikationsmöglichkeiten während der MLG-Events für andere Turniere da, wie GSL Code S oder für die Battle.net World Championship Series.
Des Weiteren hat die MLG das erste offizielle Starcraft 2 Turnier mit ausschließlich ehemaligen Starcraft: Broodwar Größen wie Flash oder Jaedong bei den 2012 MLG Spring Arena Championships in Kooperation mit der KeSPA veranstaltet und so fördert die MLG auch den Wechsel prominenter Starcraft Spieler zu Starcraft II.
Gerade neben Starcraft II prophezeit auch League of Legends einen ständig wachsenden Zuseherstrom, da dieses Team-Spiel bereits in Südkorea eine Vielzahl an Zusehern anzieht.
Ende März 2016 wurde das erste Major-Turnier in Counter-Strike: Global Offensive veranstaltet.